# Volo American Airlines 444
Il volo American Airlines 444 era un volo di linea dell'American Airlines preso di mira dal famigerato "Unabomber" Theodore Kaczynski il 15 novembre 1979.

## L'attacco
Nella stiva del Boeing 727-233 operante il volo 444, che andava da Chicago a Washington, fu spedita tramite posta aerea una bomba realizzata con scatole di succo di frutta e dotata di un altimetro che avrebbe dovuto farla esplodere quando l'aereo avesse raggiunto una certa quota (5.280 piedi, in questo caso). Ma il meccanismo non funzionò correttamente, e la sua detonazione, descritta come "un'esplosione risucchiante e una perdita di pressione", si limito a riempire la cabina con grandi quantità di fumo, che costrinse i piloti ad effettuare un atterraggio di emergenza all'aeroporto internazionale di Washington-Dulles.
Dodici passeggeri dovettero essere ricoverati in pronto soccorso per inalazione di fumo. Successivamente è stato determinato che la bomba era abbastanza potente da distruggere l'aereo se avesse funzionato correttamente.

## L'indagine e le conseguenze
Questo non fu il primo attacco di Unabomber, ma l'FBI aprì un'indagine federale sull'allora ignoto criminale, poiché l'attentato ad un aereo di linea è da considerarsi un crimine federale. Questo è ciò che permise agli investigatori dell'FBI di rendersi conto che non era il suo primo tentativo poiché, osservando gli elementi utilizzati nell'attacco del volo 444 (ovvero il tubo bomba, le cassette in legno e la spedizione per posta), scoprirono due casi analoghi: pacchi bomba simili, spediti ciascuno a un anno di distanza (maggio 1978 e maggio 1979) agli studenti della Northwestern University. Fu questa scoperta che valse al terrorista (la cui identità rimase sconosciuta fino al 1996) il soprannome di UNABOM ("University and Airline BOMber").